# 上海影城

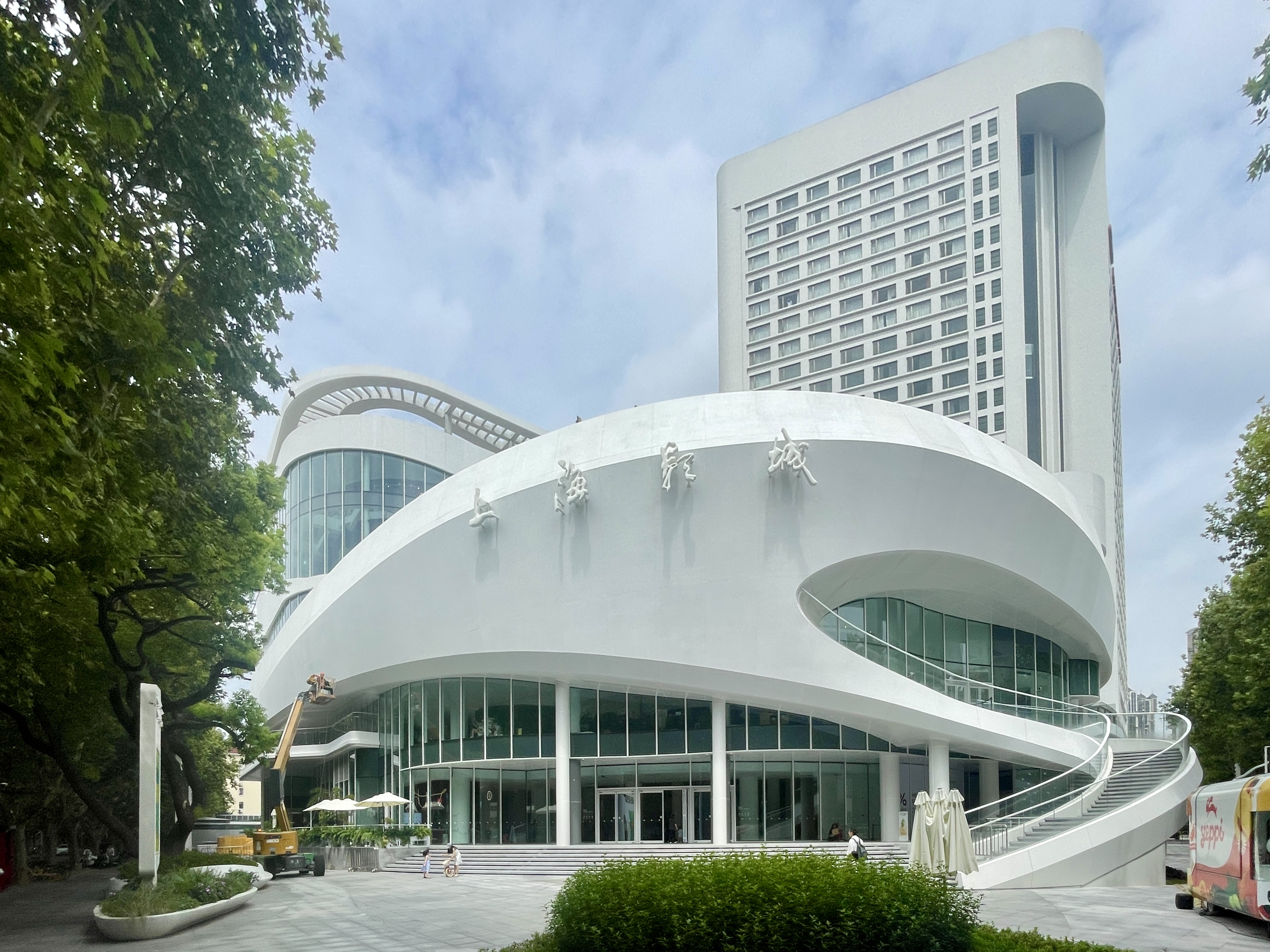
上海影城

上海影城（Shanghai Film Art Center）是隶属于上海电影集团公司旗下的电影院，位于长宁区新华路与番禺路交叉口，于1991年12月20日开幕，是上海第一家多厅影院，也是全国第一家五星级影院。影城的位置原来是一家木材厂，1992年的照片显示当时上海影城成立时前面有喷泉。

## 简介
上海影城共有9个放映厅。2014年翻新后其新设的一号厅Cinity（当时名为“东方巨幕”）厅共设1058个座位，是亚洲地区可容纳人数最多的杜比全景声（Dolby Atmos）影厅。该厅的屏幕面积达到264平米，并且采用全景声声音系统。
1993年起，上海影城成为国际A类国际电影节——上海国际电影节的主会场，也举办过多次艺术电影展。
2022年2月21日，上海影城暫時關閉裝修。
2023年舉辦的第25届上海国际电影节前夕，上海影城恢復開放。升级后，1号厅改造为“上海杜比剧场”（SFC Dolby Auditorium），配备杜比视界和杜比全景声系统。

## 图片

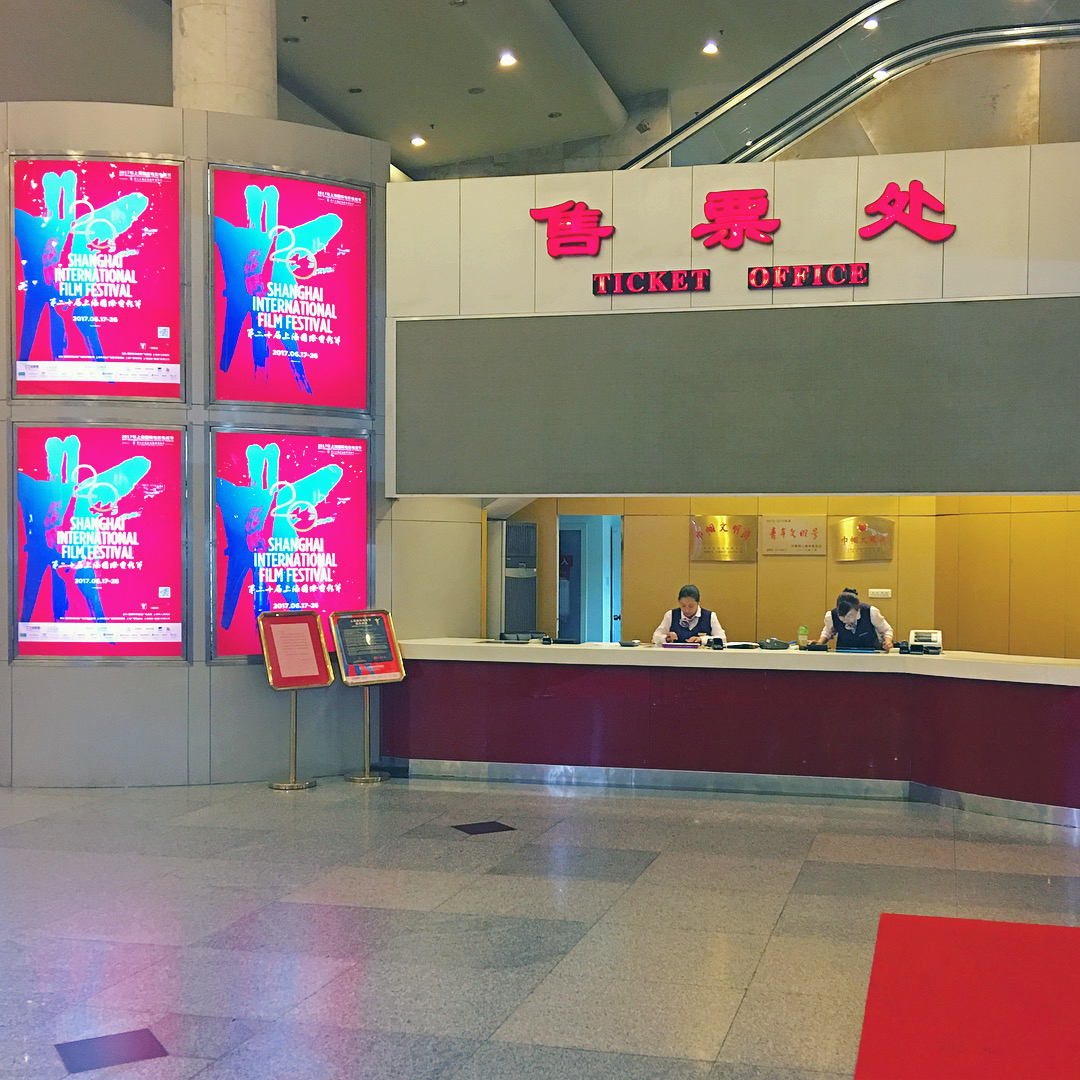
售票处
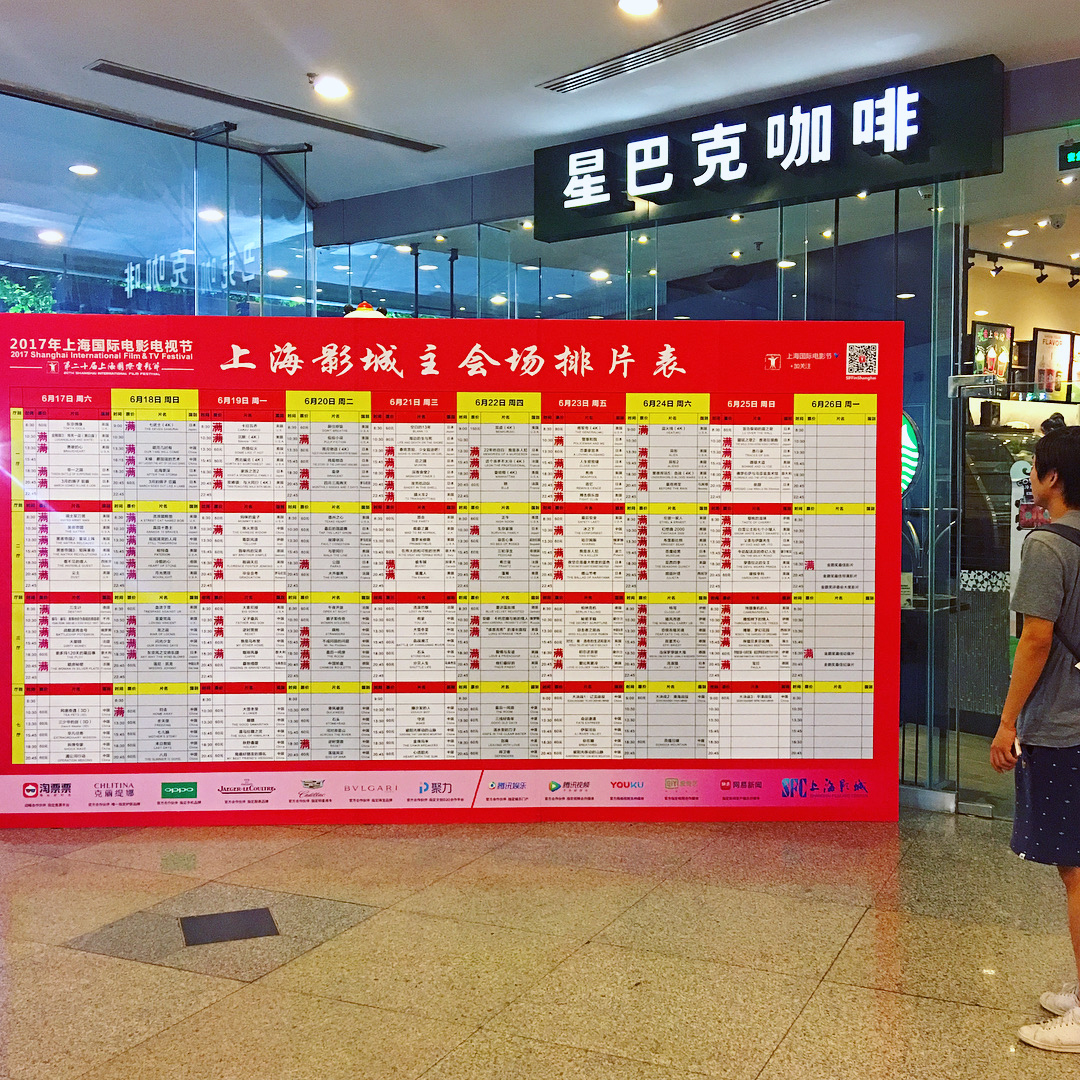
一楼大厅

## 交通线路
- 地铁
  - 上海轨道交通十号线、上海轨道交通十一号线交通大学站，5号口徒步15分钟
- 公交线路
  - 48路
  - 76路
  - 911路
  - 946路

## 附近
- 交通大学
- 上海胸科医院
- 李佳白旧居
- 幸福集荟
- 复旦小学
- 复旦中学